# Strefa ruchu

Znak D-52: strefa ruchu

Znak D-53: koniec strefy ruchu

Strefa ruchu – pojęcie z dziedziny prawa o ruchu drogowym, oznaczające obszar wyznaczony na drodze wewnętrznej (lub drogach w.), w którym obowiązują wszystkie przepisy drogowe, jak na drodze publicznej.
Z prawnego punktu widzenia przestrzeganie zasad ruchu na drogach wewnętrznych nie jest obowiązkowe, dlatego odpowiednie służby porządkowe (np. policja) nie zawsze mogą interweniować w przypadku typowych wykroczeń drogowych. Zarządca drogi, ustanawiając strefę ruchu, jednoznacznie informuje kierujących o konieczności stosowania się do przepisów.
Znak zakazu umieszczony pod znakiem informacyjnym D-52 oznacza obowiązywanie danego zakazu do miejsca występowania znaku D-53 lub innego znaku, który zmienia bądź odwołuje dany zakaz.
Znak informacyjny D-53, ustawiany przy wyjeździe ze strefy, ma także istotne znaczenie dla bezpieczeństwa ruchu drogowego. Oznacza bowiem często wjazd na drogę publiczną, a zarazem konieczność ustąpienia pierwszeństwa innym pojazdom lub uczestnikom ruchu na tej drodze.
W polskim prawodawstwie po raz pierwszy pojęcie strefy ruchu pojawiło się w nowelizacji ustawy – Prawo o ruchu drogowym z 2 czerwca 2005.